# トリコロールに燃えて
『トリコロールに燃えて』（トリコロールにもえて、Head in the Clouds）は、2004年のイギリス・カナダ合作の恋愛映画。R-15指定。
第二次世界大戦前後のヨーロッパを舞台に、奔放な恋に生きる女性を描いている。

## ストーリー
第二次世界大戦直前のイギリス、大学生のガイはひょんなことで上流階級の奔放な娘ギルダに出会う。強く惹かれ合い一夜を共にするが、ギルダは去ってしまった。3年後、大学を卒業したガイはギルダから手紙をもらいパリに向かう。女優や写真家など次々と好きなことをしているギルダに再会したガイは、彼女の友人でスペイン内戦を逃れてきたミアも加えた三人で同居を始める。

## キャスト
| 役名         | 俳優                       | 日本語吹替 |
| ------------ | -------------------------- | ---------- |
| ギルダ       | シャーリーズ・セロン       | 本田貴子   |
| ミア         | ペネロペ・クルス           | 朴璐美     |
| ガイ         | スチュアート・タウンゼント | 横堀悦夫   |
| ビートリッヒ | トーマス・クレッチマン     | 辻親八     |
| チャールズ   | スティーヴン・バーコフ     | 麦人       |

- その他の日本語吹き替え：清水明彦／楠大典／斉藤梨絵／大滝寛／竹口安芸子／村松康雄／佐々木睦／谷昌樹／星野貴紀／多田野曜平／北西純子／渡辺英雄／山門久美／朝倉栄介／小林麻由子／村上あかね／松浦チエ